# Dummerston
Dummerston ist eine Town im Windham County des Bundesstaates Vermont in den Vereinigten Staaten mit 1.865 Einwohnern (laut Volkszählung von 2010).

## Geografie

### Geografische Lage
Die Ortschaft liegt am Westufer des Connecticut River, dessen Westufer die Grenze zu New Hampshire bildet. Das Gelände gehört zu den östlichen Ausläufern der Green Mountains und ist stark bewaldet. Der West River, ein Zufluss des Connecticut River, durchquert die westliche Hälfte der Town. In seinem Flusstal liegt auch die Hauptsiedlung der Town, West Dummerston.
Höchste Erhebung auf dem Gebiet der Town ist der Dummerston Hill mit 499 m (1637 ft) im Südwesten des Areals; weitere wichtige Erhebungen sind der Black Mountain, (367 m / 1204 ft) und Prospect Hill (335 m / 1099 ft)

### Nachbargemeinden
Alle Entfernungen sind als Luftlinien zwischen den offiziellen Koordinaten der Orte aus der Volkszählung 2010 angegeben.
- Norden: Putney, 8,1 km
- Nordosten: Westmoreland, New Hampshire, 18,8 km
- Südosten: Chesterfield, New Hampshire, 17,4 km
- Süden: Brattleboro, 4,3 km
- Südwesten: Marlboro, 15,3 km
- Nordwesten: Newfane, 11,8 km

### Klima
Die Schneefälle zwischen Oktober und Mai bei einem Spitzenwert im Januar von 43 cm (17 inch) liegen mit rund zwei Metern etwa doppelt so hoch wie die mittlere Schneehöhe in den USA. Die tägliche Sonnenscheindauer liegt am unteren Rand des Wertespektrums der USA.

## Geschichte

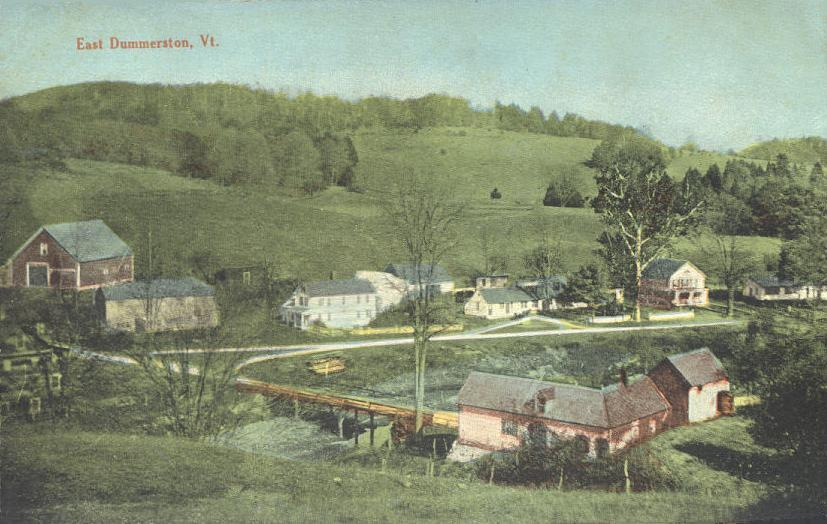
Historische Ansicht

Das Gebiet des heutigen Dummerston war um 1713 Teil eines Areals, das von Massachusetts an Connecticut übereignet wurde. Grund war ein versehentlicher Verkauf von Land an Siedler aus Massachusetts, das aber eigentlich zu Connecticut gehörte. 1716 wurde dieses Gebiet zur Besiedlung angeboten und an eine Gruppe von Investoren verkauft, zu der auch William Dummer, der Namensgeber der town, gehörte. Am 26. Dezember 1753 wurde das Areal unter dem Namen Fulhum – sehr wahrscheinlich nach der Stadt Fulham in England – durch Gouverneur Benning Wentworth offiziell ausgerufen. Bedingt durch Indianerüberfälle und den Krieg mit den Franzosen in diesem Gebiet konnte die konsolidierende Versammlung der Siedler aber nicht innerhalb der vorgeschriebenen fünf Jahre stattfinden, so dass das Gebiet an Connecticut zurückfiel. Wentworth erneuerte die Ausrufung deswegen drei Mal: 1760, 1764 und 1781. Der offizielle Name der town, Fulhum, wurde allerdings fast nie genutzt; ihre Bewohner nannten sie weiterhin Dummerston. Erst 1937 wurde die offizielle Benennung an die realen Verhältnisse angepasst.
Zwischen 1892 und 1896 lebte der frisch verheiratete Schriftsteller Rudyard Kipling mit seiner Frau in Dummerston. In seinem 1892 erbauten Haus Naulakha schrieb Kipling unter anderem sein bekanntestes Werk, das Dschungelbuch. Um aufdringliche Verehrer abzuhalten, legte Kipling seine Postadresse in den Nachbarort Brattleboro, wo der Postmeister sehr schnell feststellte, dass Kipling mehr Post bekam als selbst der größte ortsansässige Geschäftsbetrieb. Er ließ deswegen, ausschließlich für Kiplings Post, ein eigenes Postamt Waite bei einer Nachbarin Kiplings einrichten, das zwischen 1895 und 1897 bestand. Dieses Postamt ist das einzige Postoffice in der Geschichte Vermonts, das für eine Einzelperson eingerichtet wurde. Briefmarken und Briefumschläge mit diesem Stempel sind begehrte philatelistische Sammelstücke. Kiplings Haus Naulakha dient heute als Museum und wurde zum National Historic Landmark erklärt.

### Einwohnerentwicklung
| Volkszählungsergebnisse – Town of Dummerston, Vermont | Volkszählungsergebnisse – Town of Dummerston, Vermont | Volkszählungsergebnisse – Town of Dummerston, Vermont | Volkszählungsergebnisse – Town of Dummerston, Vermont | Volkszählungsergebnisse – Town of Dummerston, Vermont | Volkszählungsergebnisse – Town of Dummerston, Vermont | Volkszählungsergebnisse – Town of Dummerston, Vermont | Volkszählungsergebnisse – Town of Dummerston, Vermont | Volkszählungsergebnisse – Town of Dummerston, Vermont | Volkszählungsergebnisse – Town of Dummerston, Vermont | Volkszählungsergebnisse – Town of Dummerston, Vermont |
| Jahr                                                  | 1700                                                  | 1710                                                  | 1720                                                  | 1730                                                  | 1740                                                  | 1750                                                  | 1760                                                  | 1770                                                  | 1780                                                  | 1790                                                  |
| ----------------------------------------------------- | ----------------------------------------------------- | ----------------------------------------------------- | ----------------------------------------------------- | ----------------------------------------------------- | ----------------------------------------------------- | ----------------------------------------------------- | ----------------------------------------------------- | ----------------------------------------------------- | ----------------------------------------------------- | ----------------------------------------------------- |
| Einwohner                                             |                                                       |                                                       |                                                       |                                                       |                                                       |                                                       |                                                       |                                                       |                                                       | 1.501                                                 |
| Jahr                                                  | 1800                                                  | 1810                                                  | 1820                                                  | 1830                                                  | 1840                                                  | 1850                                                  | 1860                                                  | 1870                                                  | 1880                                                  | 1890                                                  |
| Einwohner                                             | 1.692                                                 | 1.704                                                 | 1.658                                                 | 1.592                                                 | 1.263                                                 | 1.645                                                 | 1.021                                                 | 916                                                   | 816                                                   | 860                                                   |
| Jahr                                                  | 1900                                                  | 1910                                                  | 1920                                                  | 1930                                                  | 1940                                                  | 1950                                                  | 1960                                                  | 1970                                                  | 1980                                                  | 1990                                                  |
| Einwohner                                             | 726                                                   | 643                                                   | 570                                                   | 604                                                   | 615                                                   | 790                                                   | 872                                                   | 1.295                                                 | 1.574                                                 | 1.863                                                 |
| Jahr                                                  | 2000                                                  | 2010                                                  | 2020                                                  | 2030                                                  | 2040                                                  | 2050                                                  | 2060                                                  | 2070                                                  | 2080                                                  | 2090                                                  |
| Einwohner                                             | 1.915                                                 | 1.864                                                 | 1.865                                                 |                                                       |                                                       |                                                       |                                                       |                                                       |                                                       |                                                       |

## Wirtschaft und Infrastruktur

### Verkehr
Die Town ist an das amerikanische Schnellstraßensystem mit dem Interstate 91, der in nord-südlicher Richtung dem Westufer des Connecticut River folgt. Parallel liegt die US Route 5.
Die Vermont State Route 30 durchquert West Dummerston nord-südlich und verbindet den Ort mit Newfane und Townshend im Norden und Brattleboro im Süden.
Auch an das Eisenbahnnetz ist Dummerston angeschlossen: Es finden sich Bahnhöfe für Amtrak-Personenzüge in Brattleboro (etwa 10 km entfernt) und Bellows Falls, gute 25 km entfernt.

### Öffentliche Einrichtungen
Neben der unten genannten öffentlichen Schule und der Bibliothek sind in Dummerston keine öffentlichen Einrichtungen verfügbar. Das nächstgelegene Krankenhaus ist das Brattleboro Memorial Hospital.

### Bildung
Die in West Dummerston angesiedelte Dummerston School bietet Schulbildung vom Kindergarten bis zum Abschluss der Middle School, also der achten Klasse. Für Schulbildung bis zum Abschluss der Highschool (12. Klasse) müssen die Schüler ins benachbarte Brattleboro fahren. Die nächstgelegenen Colleges sind das Keene State College in Keene, New Hampshire in etwa 30 km Entfernung und das gut 50 km entfernteWilliams College in Williamstown, Massachusetts. Die nächstgelegenen Studienstandorte sind die Franklin Pierce University in Rindge, New Hampshire und die University of Massachusetts-Amherst in Amherst, Massachusetts.

## Persönlichkeiten

### Söhne und Töchter der Stadt
- George Aiken (1892–1984), Gouverneur von Vermont und langjähriger US-Senator.
- Charles Sweetser (1808–1864), Politiker, Abgeordneter für Ohio im Repräsentantenhaus der Vereinigten Staaten

### Persönlichkeiten, die vor Ort gewirkt haben
- Rudyard Kipling (1865–1936), Schriftsteller. Lebte und schrieb hier einige Jahre
- Robert J. Flaherty (1884–1951), Filmregisseur, der unter anderem den ersten langen amerikanischen Dokumentarfilm Nanuk, der Eskimo schuf